# 罗伯特·克利夫特
罗伯特·克利夫特（英語：Robert Clift，1962年8月1日—），英国男子曲棍球运动员。他曾代表英国国家队参加1988年和1992年夏季奥林匹克运动会曲棍球比赛，其中1988年奥运会获得一枚金牌。